# انفجار ميناء الشهيد رجائي 2025
اندلع انفجار وحريق هائلان في ميناء الشهيد رجائي قرب بندر عباس، جنوب إيران، يوم السبت 26 أبريل/نيسان 2025، مما أسفر عن مقتل 70 شخصًا وإصابة ما لا يقل عن 1242 شخصًا وفقد نحو 6 آخرون، بحسب تقارير وسائل الإعلام الرسمية. وقع الانفجار قرابة منتصف النهار بالتوقيت المحلي، وانطلق من عدة حاويات في منطقة الرصيف بالميناء، والتي يُعتقد أنها كانت تحتوي على مواد خطرة أو مواد كيميائية. وصرّح مصدر مطلع على صلة بالحرس الثوري الإيراني أن المادة التي انفجرت في الميناء هي بيركلورات الصوديوم، وهي مكوّن رئيسي في الوقود الصلب للصواريخ، مشيرًا إلى أن سوء التخزين أدى إلى الكارثة.

## خلفية

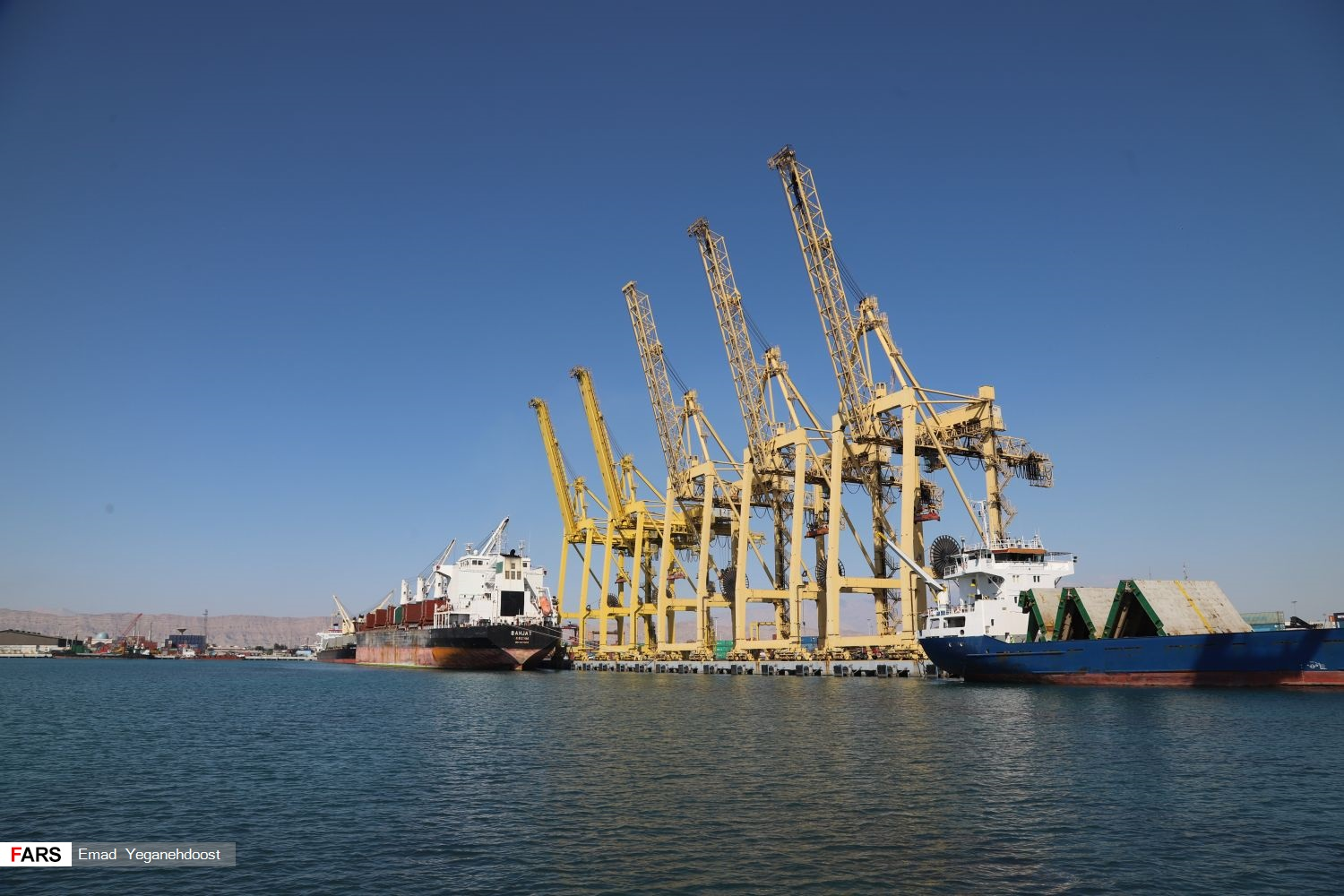
ميناء الشهيد رجائي

يُعد ميناء الشهيد رجائي أكبر ميناء تجاري في إيران، إذ يتعامل مع نحو 80 مليون طن من البضائع سنويًا. يقع الميناء قرب مضيق هرمز الاستراتيجي، ويُعد مركزًا حيويًا للتجارة البحرية في البلاد. يبعد حوالي 23 كيلومترًا غرب بندر عباس، ويجاور منشآت تديرها قوات الحرس الثوري الإسلامي. وكان مسؤولون إيرانيون قد وجهوا في السابق تحذيرات بشأن وجود خطر في منطقة الحاويات بالميناء، حيث أشار المتحدث باسم إدارة الأزمات حسين ظفري إلى أن تحذيرات رسمية صدرت خلال زيارات تفقدية، محذرة من احتمال وقوع حادث بسبب تخزين المواد الكيميائية.

## الانفجار والتأثير الفوري

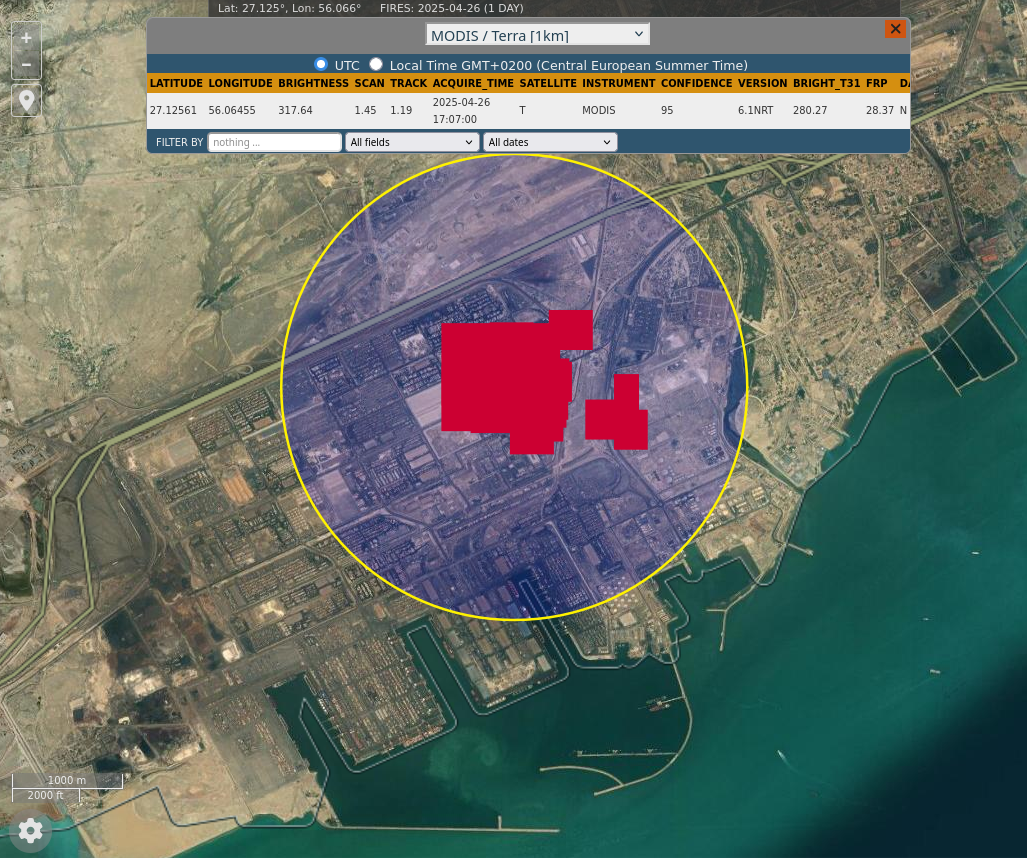
اكتشفت وكالة ناسا FIRMS الحريق في 26 أبريل 2025 الساعة 17:07 (UTC)

في يوم 26 أبريل/نيسان 2025، حوالي الساعة الثانية عشرة ظهرًا بالتوقيت المحلي، وقع انفجار هائل في ساحة حاويات "سينا" داخل ميناء الشهيد رجائي. وقد نشأ الانفجار من عدة حاويات يُعتقد أنها كانت تحتوي على مواد خطرة أو مواد كيميائية. وأدى الانفجار إلى اندلاع حريق كبير وتصاعد عمود كثيف من الدخان الأسود، كان مرئيًا على بعد كيلومترات. وتسببت موجة الصدمة في تحطيم النوافذ وإلحاق أضرار هيكلية بالمباني على مسافة عدة كيلومترات. كما انهار مبنى واحد على الأقل نتيجة الانفجار. وأفادت التقارير بأن دوي الانفجار سُمع حتى في جزيرة قشم، التي تقع على بعد نحو 26 كيلومترًا جنوب بندر عباس. وقال مهرداد حسن زاده، المدير العام لإدارة الأزمات في محافظة هرمزجان، لشبكة أخبار هيئة الإذاعة والتلفزيون الوطنية الإيرانية، إن الحادث نجم عن انفجار مواد كيميائية مخزنة في حاويات مخزنة في ميناء شهيد رجائي، لكنه لم يقدم تفسيرا لنوع المادة الكيميائية المتوسطة. وقال شهود عيان إن حريقًا صغيرًا اندلع في البداية في منطقة رصيف الحاويات التابع لشركة سينا فاير، ولكن بسبب ارتفاع درجة الحرارة إلى 40 درجة وتراكم المواد القابلة للاشتعال، انتشر الحريق بسرعة وتسبب في حدوث انفجار. وذكرت وكالة فارس للأنباء أن رائحة تشبه الكبريت تم رصدها بالقرب من مكان الحادث وأن أفراد إدارة الأزمات قاموا بإخلاء المركبات من المنطقة.
وبحسب مراسل بي بي سي الفارسي، زعم المسؤولون أن عدة حاويات غير مغلقة انفجرت.
بعد الانفجار، غطت سحابة كثيفة من الغازات والجزيئات الكيميائية مدينة بندر عباس بأكملها. وللتقليل من خطر التسمم، أمرت إدارة الأزمات في هرمزجان بإغلاق جميع المدارس والجامعات ومكاتب المدينة في 27 مايو 2025، وحثت السكان على البقاء في منازلهم مع ارتداء الأقنعة؛ وفي الوقت نفسه، أشارت وسائل إعلام محلية إلى ارتفاع مؤشر تلوث الهواء إلى مستوى "غير صحي للغاية" وظهور أعراض التسمم بين عمال الإنقاذ.
توقفت الأنشطة التجارية في ميناء شهيد رجائي، أكبر بوابة للتصدير والاستيراد في إيران، على الفور، ولم تصدر الجمارك في البلاد إذنًا لرسو أول سفينة إلا بعد يومين. وأفادت الهيئة العامة للموانئ في تقريرها العاشر، بإيقاف عمليات التفريغ والتحميل "حتى إشعار آخر". تسببت الاضطرابات في تدفق السلع ومخاوف السوق في ارتفاع حاد في أسعار العملات الأجنبية والمعادن الثمينة: حيث تجاوز سعر الدولار في السوق المفتوحة 82 ألف تومان، ووصل سعر عملة بهار آزادي إلى أكثر من 71 مليون تومان في أقل من 24 ساعة. وقد أدى هذا الارتفاع المفاجئ في الأسعار، إلى جانب الطوابير الطويلة أمام محطات الوقود وموجة من التساؤلات حول سلامة الميناء، إلى فرض ضغوط نفسية شديدة على الرأي العام.

## الإصابات والاستجابة للطوارئ

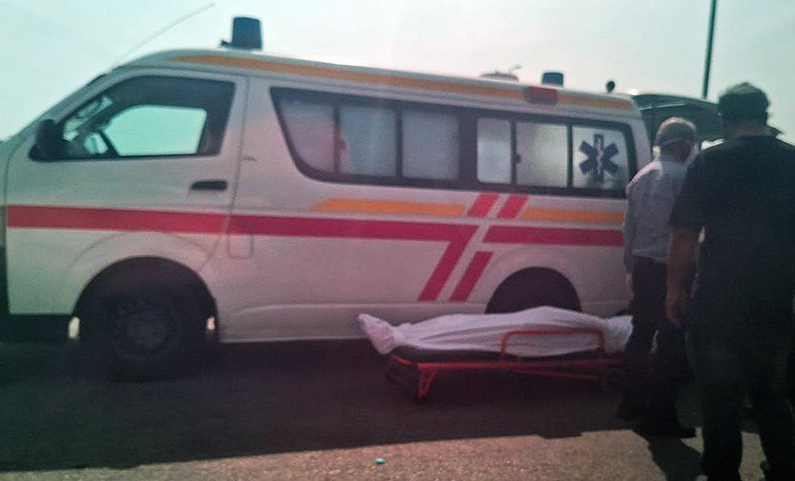

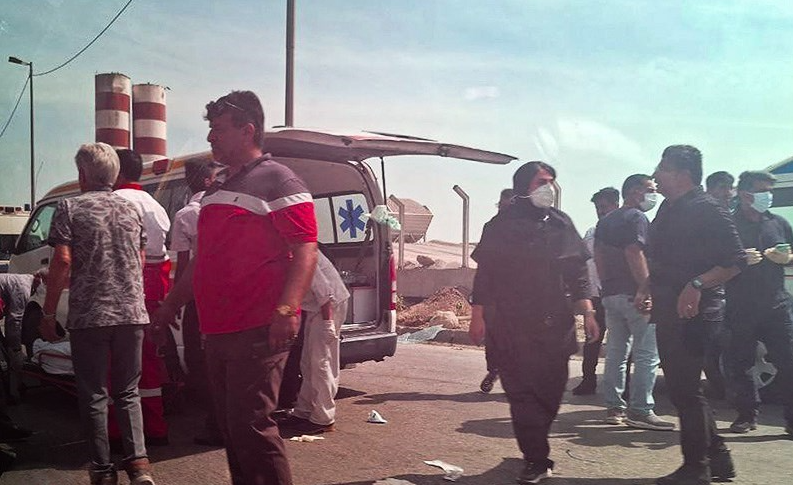
الناجين الجرحى يتم نقلهم بواسطة سيارات الإسعاف

وأشارت التقارير الأولية إلى إصابة ما لا يقل عن 500 شخص، قبل أن يرتفع العدد لاحقًا إلى 800 مصابًا وقتل نحو 28 شخصًا مع توفّر مزيد من المعلومات. وأرسلت خدمات الطوارئ، بما في ذلك منظمة الهلال الأحمر في محافظة هرمزغان، فرق استجابة سريعة إلى مكان الحادث. وتم إخلاء المصابين ونقلهم إلى مرافق طبية قريبة. كما بُذلت جهود مكثفة للسيطرة على الحريق وإخماده. وتم تعليق عمليات الميناء مؤقتًا لتسهيل أنشطة الاستجابة الطارئة.

## سياق
وتزامن الحادث مع المفاوضات النووية الجارية بين الولايات المتحدة وإيران في عُمان، مما أضفى على الحدث أبعادًا سياسية محتملة.

## التحقيقات
فتحت السلطات تحقيقًا في سبب الانفجار، وتشير التقييمات الأولية إلى أن الإهمال في التعامل مع المواد القابلة للاشتعال قد يكون ساهم في وقوع الحادث. وذكرت الشركة الوطنية الإيرانية لتكرير وتوزيع النفط أن الانفجار لم يؤثر على بنيتها التحتية، بما في ذلك المصافي وخزانات الوقود ومجمعات التوزيع وخطوط أنابيب النفط. ووفقًا لشبكة CNN، نُقل عن متحدث حكومي قوله: "لكن ما تم تحديده حتى الآن هو أن حاويات كانت مخزنة في ركن من الميناء، ومن المرجح أنها كانت تحتوي على مواد كيميائية انفجرت. ولكن حتى يتم إخماد الحريق، من الصعب تحديد السبب."
ربطت بعض المصادر الانفجار بشحنة من بيركلورات الصوديوم، وهي مادة كيميائية تُستخدم في وقود الصواريخ. ووفقًا لشركة أمبري الأمنية، فقد استلم الميناء هذه الشحنة من الصين في مارس/آذار. ويُحتمل أن يكون الحريق الذي أدى إلى الانفجار ناتجًا عن سوء التعامل مع وقود الصواريخ الصلب.
ونفى مصدر عسكري إسرائيلي أي علاقة لإسرائيل بالانفجار العنيف الذي وقع في ميناء الشهيد رجائي.

## التأثير الاقتصادي
يُعد ميناء الشهيد رجائي أكبر مركز بحري في إيران، حيث يتعامل مع حوالي 80 مليون طن من البضائع سنويًا، ويمثل ما بين 85% و90% من حركة الحاويات في البلاد، بالإضافة إلى 55% من إجمالي تجارة إيران. كما أنه يحتل المرتبة 44 من حيث سعة المناولة في العالم. وقد أدى الانفجار إلى تعليق جميع عمليات الاستيراد والتصدير عبر الميناء. وقد أدى هذا الاضطراب فعليًا إلى توقف جزء كبير من الأنشطة التجارية الإيرانية، مما أثر على تدفقات الإيرادات وسلسلة التوريد للسلع الأساسية. وعلى الرغم من حجم الانفجار، فقد ورد أن البنية التحتية للنفط في إيران، بما في ذلك المصافي وخطوط الأنابيب في المنطقة المجاورة، ظلت تعمل. ومع ذلك، فإن إغلاق الميناء قد يعيق تصدير النفط والمنتجات ذات الصلة، والتي تعد بالغة الأهمية للاقتصاد الإيراني وأرباح العملات الأجنبية.

## ردود الفعل

### محليًا
- إيران: نشر الرئيس الإيراني مسعود بزشكيان رسالة على تويتر وقال فيها: "مع التعبير عن عميق أسفي وتعاطفي مع ضحايا الحادث الذي وقع في محافظة هرمزجان، أصدرت أمراً بالتحقيق في ملابسات الحادث وأسبابه".[35]

تلقى وزير الداخلية إسكندر مؤمني، خلال اتصال هاتفي مع محمد عاشوري محافظ هرمزجان، التقرير الأولي وأمر بإجراء تحقيق فوري في الحادث. كما توجه رئيس منظمة إدارة الأزمات في البلاد إلى المنطقة بأوامر من مؤمني.
وعقب انفجار ميناء الشهيد رجائي، كلف رئيس مجلس الشورى الإسلامي محمد باقر قاليباف، وفداً يتكون من أعضاء اللجان البرلمانية ذات الصلة، بما في ذلك البناء والأمن القومي والسياسة الخارجية والشؤون الداخلية والمجالس والصحة والعلاج، لإرساله إلى ميناء الشهيد رجائي في محافظة هرمزغان للتحقيق في الوضع وأبعاد الحادث وتقديم تقرير عن عملية التحقيق إلى مجلس النواب.
وأعلنت الجمارك الإيرانية أن الانفجار وقع في منطقة جمرك ميناء الشهيد رجائي وعلى بعد 2 كيلومتر من مبنى مكتب الجمارك، كما أعلنت أن مغادرة جميع الشاحنات التي استكملت إجراءاتها الجمركية جارية، وأنه لم يتم الإبلاغ عن وقوع إصابات بين موظفي الجمارك حتى الآن.
رداً على الانفجار الذي وقع في ميناء الشهيد رجائي في بندر عباس، وصف السفير الإيراني في لبنان الانفجار بأنه "أصغر بكثير من انفجار مرفأ بيروت ولا يقارن به".
وتفاعل الممثلون الإيرانيون مع الانفجار بنشر رسائل منفصلة على مواقع التواصل الاجتماعي، حيث قدموا التعازي وتمنوا لأسر الضحايا الصبر والسلوان.

### دوليًا
- الأردن: أعربت وزارة الخارجية والمغتربين الأردنية عن "خالص تعازيها للجمهورية الإسلامية الإيرانية في ضحايا الانفجار الذي وقع في ميناء الشهيد رجائي في بندر عباس". وأعلن الناطق الرسمي باسم الوزارة سفيان القضاة تعازي المملكة الأردنية وتضامنها الكامل مع الجمهورية الإسلامية الإيرانية في هذا الحادث، وأعرب عن خالص تعازيه لأسر الضحايا وتمنياته بالشفاء العاجل للمصابين.[42]
- إسرائيل: بحسب صحيفتي جيروزاليم بوست ومعاريف، أعلنت بعض المصادر في الجيش الإسرائيلي أن البلاد ليس لها أي علاقة بالانفجار الذي وقع في إيران.[43][44]
- الإمارات العربية المتحدة: أعربت وزارة الخارجية الإماراتية عن تعاطفها مع الحكومة والشعب الإيراني في أعقاب الحادث، وقدمت تعازيها لأسر الضحايا، وتمنت الشفاء العاجل للمصابين.[45]
- باكستان: قال رئيس الوزراء الباكستاني شهباز شريف في رسالة إن باكستان "تقف إلى جانب الأمة وحكومة الجمهورية الإسلامية الإيرانية في هذه اللحظات الصعبة". أعرب السفير الباكستاني لدى إيران محمد مدثر تيبو عن حزنه إزاء الانفجار وتضامنه مع الضحايا، قائلاً: "باكستان تقف بكامل قوتها مع إيران في هذه اللحظات الصعبة.[46]
- تركمانستان: أعرب وزير خارجية تركمانستان رشيد ميريدوف في اتصال هاتفي مع وزير الخارجية الإيراني عباس عراقجي عن تعاطف بلاده وتعازيها لحكومة وشعب إيران في هذا الحادث.[47]
- تركيا: أصدرت وزارة الخارجية التركية بيانا أعربت فيه عن تعاطفها مع الشعب الإيراني. وعبرت تركيا عن تعاطفها مع عائلات ضحايا هذا الحادث وقدمت تعازيها للشعب الإيراني. وتمنى أيضا الشفاء العاجل للمصابين في الحادث. وأكد المسؤولون الأتراك أيضًا استعدادهم للتعاون ومساعدة السلطات الإيرانية.[48]
- السعودية: عزّى ملك السعودية سلمان بن عبد العزيز آ سعود وولي عهده الأمير محمد بن سلمان آل سعود الرئيس الإيراني مسعود بزشكيان في ضحايا انفجار ميناء رجائي جنوب إيران يوم أمس.[49]
- روسيا: أعرب الرئيس الروسي فلاديمير بوتين، في رسالة عن تعازيه للقيادة الإيرانية في هذا الحادث الأليم، وأعلن استعداده لتقديم المساعدة اللازمة ومعالجة تداعيات هذه الكارثة.[50] أعربت السفارة الروسية في طهران عن تعازيها في ضحايا حادث ميناء الشهيد رجائي. وأعلن أيضاً استعداده لإرسال أي طلب من الحكومة الإيرانية للحصول على مساعدة روسية إلى موسكو على الفور حتى يمكن اتخاذ القرارات اللازمة عملياً.[51] أعلنت وزارة الطوارئ الروسية إرسال طائرة بيريف بي-200 متخصصة في إخفاء الحرائق وطائرة إليوشن-76 للمساعدة في التعامل مع آثار الانفجار.[52]
- قطر: بعث أمير البلاد الشيخ تميم بن حمد آل ثاني برقية تعزية إلى الرئيس الإيراني مسعود بزشكيان في ضحايا حادث الانفجار بميناء بندر عباس، وتمنى الشفاء العاجل للمصابين.[53]
- الكويت: أعربت وزارة الخارجية الكويتية عن تعاطف الكويت وتضامنها مع إيران جراء انفجار ميناء رجائي بمدينة بندر عباس.[54]
- البحرين: وأعربت وزارة الخارجية البحرينية عن خالص مواساتها وتعازيها للحكومة والشعب الايراني ولأسر وذوي الضحايا وتمنياتها بالشفاء العاجل لجميع المصابين.[55]
- مصر: أعربت وزارة الخارجية المصرية عن خالص التعازي لإيران في ضحايا انفجار ميناء الشهيد رجائي وأكدت تضامنها مع الشعب الإيراني في مواجهة الآثار المدمرة لهذا الحادث، وأعربت عن أصدق تعازيها لأسر الضحايا متمنية الشفاء العاجل لكل المصابين.[56]
- تونس: قدم وزير التجارة وتنمية الصادرات التونسي سمير بن سالم عبيد تعازيه في ضحايا ميناء الشهيد رجائي خلال اجتماع مع النائب الأول للرئيس محمد رضا عارف.[57]
- العراق: أعربت وزارة الخارجية عن خالص تضامنها مع إيران بانفجار ميناء الشهيد رجائي بمدينة بندر عباس، وأصافت "تقدم جمهورية العراق تعازيها لحكومة وشعب إيران، وتؤكد وقوفها إلى جانبهما في هذه اللحظات الأليمة، كما تعرب عن تعاطفها العميق مع أسر الضحايا، وتتمنى الشفاء العاجل للجرحى".[58]
- أفغانستان: بعثت وزارة الخارجية في الحكومة الأفغانية المؤقتة برسالة أعربت فيها عن تعازيها ومواساتها للجمهورية الإسلامية الإيرانية.[59]
- السويد: أعربت السفارة السويدية في إيران عن تعازيها في رسالة بشأن الحادث. وكتبت السفارة عبر صفحتها الرسمية على موقع إنستغرام: "نحن في السفارة السويدية نعرب عن تعازينا للضحايا والمعزين". أتمنى لو أنني أشفقت على الكارثة التي وقعت أمس ولم أرسم خطًا أحمر على التقويم. "نتمنى الراحة للإيرانيين.
- سويسرا: كتبت السفارة السويسرية في طهران في رسالة على إنستغرام: "لقد تأثرنا بشدة بنبأ الانفجار الذي وقع في ميناء الشهيد رجائي في بندر عباس جنوب إيران. نتقدم بأحر التعازي للضحايا وعائلاتهم وكل من ساهم بلا كلل في جهود الإنقاذ والانتشال للناجين".[60]
- أذربيجان: أعرب الرئيس إلهام علييف عن تعازيه إلى الرئيس الإيراني مسعود بزشكيان في الخسائر في الأرواح والإصابات العديدة الناجمة عن الانفجار الذي وقع في ميناء الشهيد رجائي في مدينة بندر عباس،[61] وأعربت وزارة الخارجية الأذربيجانية عن تعازيها" في أعقاب الانفجار المأساوي في ميناء الشهيد رجائي"،[62]
- أرمينيا: أعربت وزارة الخارجية الأرمينية في بيان عن تعازيها لحكومة وشعب إيران، وكذلك لأسر الضحايا، وتمنت الشفاء العاجل للمصابين في الحادث.[63]
- البرازيل: أعربت وزارة الخارجية البرازيلية عن تعازيها في بيان صحفي: "إن الحكومة البرازيلية إذ تعرب عن تعازيها لأسر الضحايا وتتمنى الشفاء التام للمصابين، تعرب عن تضامنها مع شعب وحكومة إيران".[64]
- المملكة المتحدة: أعربت السفارة البريطانية في طهران عن تعازيها وأسفها إزاء الحادث في رسالة على إنستغرام، معربة عن تعاطفها مع عائلات الضحايا والمصابين.[65]
- بيلاروس: بعث الرئيس البيلاروسي ألكسندر لوكاشينكو برسالة تعزية إلى الرئيس الإيراني وأعرب عن دعمه ودعم بلاده للضحايا.[66]
- طاجيكستان: بعث الرئيس الطاجيكستاني إمام علي رحمان رسالة إلى مسعود بزشكيان أعرب فيها عن تعاطفه وتعازيه للحكومة والشعب الإيراني.[67]
- عُمان: أعربت وزارة الخارجية العُمانية عن تعازي ومواساة سلطنة عُمان للجمهورية الإسلامية الإيرانية إثر الانفجار، وتمنياتها بالشفاء العاجل للمصابين المتضررين.[68]
- حركة حماس: أعربت حركة حماس عن "تضامنها الكامل مع الجمهورية الإسلامية الإيرانية، قيادة وحكومة وشعبا، بأعقاب انفجار ميناء الشهيد رجائي وأعربت حركة الجهاد الإسلامي في فلسطين عن تضامنها مع إيران: "نتوجه بأصدق مشاعر التضامن والمواساة مع إخواننا في الجمهورية الإسلامية في إيران، قيادةً وشعباً، إثر الانفجار الأليم الذي وقع أمس".[69][70]
- فرنسا: أعربت السفارة الفرنسية في إيران عبر موقعها الإلكتروني عن تعازيها في الحادث، وكتبت: "فرنسا تأسف للعدد الكبير من ضحايا الانفجار الذي وقع في بندر عباس.. تعرب فرنسا عن تعازيها لأسر الضحايا وتتمنى الشفاء العاجل للمصابين".